# أحمد قطامش
أحمد قطامش (بالإنجليزية: Ahmad Qatamesh)‏ من مواليد عام 1950، وهو أكاديمي وكاتب فلسطيني. اتهمته حكومة الاحتلال بأنه زعيم جماعة الجبهة الشعبية لتحرير فلسطين المسلحة، وسُجن من عام 1992 إلى عام 1998، وهو أطول فترة اعتقل دون محاكمة لسجين فلسطيني. ذكرت سلطات الاحتلال أنه حرض على شن هجمات ضد قوات الاحتلال من السجن.

## كتاباته
كتب أحمد قطامش مذكراته بعنوان «لن أرتدي طربوش». يتذكر الكتاب 100 يوم من التعذيب الذي تعرض له أثناء الاستجواب عام 1992 والأوقات التي قضاها في السجن.

## الاعتقالات
في عام 2011، اعتقل عليه مرة أخرى واحتجز بموجب سلسلة من ثمانية أوامر اعتقال قصيرة الأجل؛ منظمة العفو الدولية ومقرها المملكة المتحدة وصفته بأنه سجين رأي. تم إطلاق سراحه في 26 ديسمبر 2013، ولكن أعيد اعتقاله في 23 مايو 2017.

## اعتقال بدون محاكمة (1992)
في عام 1992، اتهمته حكومة الإحتلال بأنه قائد جماعة الجبهة الشعبية لتحرير فلسطين، ثم سُجن دون محاكمة حتى عام 1998، والذي كان في ذلك الوقت أطول فترة اعتقال دون محاكمة لسجين فلسطيني. اتهم الشاباك القطامش بالتحريض على شن هجمات ضد جيش الاحتلال، وأفادت وسائل إعلام الاحتلال أنه يشتبه في أنه قام بالتحريض على هجمات ضدهم حتى من داخل سجنه. أجاب محامي قطامش أن القطامش «قال دائمًا إنه كاتب وسياسي وأنه سوف يناضل سياسيًا، لا عنف ضد الإحتلال وضد ما يسمى عملية السلام».
قبل إطلاق سراحه حملة شعبية ضد الاعتقال دون محاكمة قام بها تحالف من السياسيين والفنانين اليساريين الإسرائيليين، والتي أصبح قطامش هو المشهور. ووصف متحدث باسم حكومة رئيس الوزراء الإحتلال بنيامين نتنياهو الإفراج بأنه «بادرة حسن نية» شريطة أن يتخلى قطامش وسجناء آخرون عن «المقاومة علانية». تزينت أعلام فلسطينية وراية كبيرة من الجبهة الشعبية لتحرير فلسطين منزل قطامش عندما عاد من السجن.

## اعتقال (2011)
عمل قطامش لاحقًا لإيجاد حل سياسي للصراع الإسرائيلي الفلسطيني، والذي وصفه بأنه «كابوس».
في 21 أبريل 2011، اعتقل مرة أخرى واعتقل دون تهمة من خلال سلسلة من أوامر الاعتقال. طبقًا لمحامي قطامش، فقد تم استجوابه لمدة عشر دقائق فقط خلال فترة اعتقاله، والتي اتهم خلالها بمواصلة تورطه مع الجبهة الشعبية لتحرير فلسطين. صرح القطامش بأن مشاركته مع المجموعة قد انتهت قبل ثلاثة عشر عامًا. تم تجديد اعتقاله خمس مرات. في 29 أبريل 2013، قيل له إنه سيعتقل لمدة أربعة أشهر أخرى على الأقل.
عينت منظمة العفو الدولية القطامش سجين رأي ودعت إلى إطلاق سراحه. ذكرت المنظمة أنه «على حد علم منظمة العفو الدولية، لم يشارك أبدًا في المقاومة المسلحة التابعة للجبهة الشعبية لتحرير فلسطين أو دعا إلى العنف... وأسباب اعتقال أحمد قطامش واستمرار اعتقاله الإداري هي تعبيره السلمي في كتاباته وتعليمه عن وجهات نظر سياسية عنيفة وحقيقة أنه يعتبر مرشدًا للطلاب اليساريين والنشطاء السياسيين، الذين قد يكون بعضهم منتمين إلى الجبهة الشعبية لتحرير فلسطين.وعلى هذا النحو، قد يكون اعتقاله جزءًا من إستراتيجية سلطات الاحتلال للضغط على منظمة الجبهة الشعبية لتحرير فلسطين.» تم إطلاق سراح قطامش في 26 ديسمبر 2013.

## اعتقال (2017)
في يوم الأربعاء الموافق 17 مايو 2017، تم وضع قطامش مرة أخرى رهن الاعتقلال الإداري.

## العائلة
قطامش لديه زوجة سها البرغوثي وابنة حنين (مواليد 1989 م). البرغوثي نشط مع العديد من المنظمات غير الحكومية، بما في ذلك جمعية الهلال الأحمر الفلسطيني.